# George Slight
George Henry Slight Marshall (Edimburgo, Escocia, 30 de septiembre de 1859 – Santiago, Chile, 26 de junio de 1934) fue un ingeniero mecánico especialista en faros. Fue contratado por el presidente Jorge Montt para construir una red de faros en Chile, iniciando su trabajo en el Islote Evangelista. Se destacó por su profuso trabajo, que lo llevó a construir una red de más de 70 faros en las costas de dicho país, la mayoría de los cuales se mantiene en pie hoy en día. En el sur de Chile, diseñó los faros Islote Evangelista, Isla Magdalena, Cabo Raper y finalizó el faro Bahía Félix.

## Biografía
Hijo de George Henry Slight y de Elizabeth Marshall y hermano mayor de los gemelos James y Agnes. Descendía de una familia de ingenieros: su abuelo y su tío abuelo trabajaron en la construcción del faro de Bell Rock bajo la supervisión de Robert Stevenson. Posteriormente, trabajó con los constructores de faros David Stevenson y Thomas Stevenson.
Concluidos sus estudios con la obtención del título de ingeniero mecánico, se embarcó, en una suerte de aprendizaje profesional, en vapores que hacían el servicio entre el Reino Unido e India. Después, ingresó a la prestigiosa Trinity House de Londres, oficina responsable del servicio de faros de Gran Bretaña y, posteriormente, fue incorporado como miembro en el Real Instituto de Ingenieros.
Llegó a Chile luego de ser contratado por el presidente Jorge Montt para construir una red de faros en las costas de dicho país. Su contrato con el gobierno chileno fue inicialmente por cinco años y tenía como objetivo el proyectar y erigir un faro en la entrada occidental del estrecho de Magallanes.
Posteriormente, se casó en Valparaíso con Charlotte Leigh Bunster, con quien tuvo dos hijos. Murió en Santiago de Chile el 26 de junio de 1934, a los 75 años. Su tumba en el Cementerio General de Santiago, tiene el epitafio: 

HIS LIGHTS STILL SHINE OVER WATERS OF THE PACIFIC OCEAN.
Sus luces aún brillan sobre las aguas del Océano Pacífico.

## Labor

### Faro Evangelistas
Su primer trabajo fue realizar un faro en los confines australes de Chile, Faro Evangelistas, en los Islotes Evangelistas, ubicados en la boca oriental del estrecho de Magallanes. 
En abril de 1894, la Comandancia General de Marina comisionó al ingeniero Slight y al capitán de navío Baldomero Pacheco para estudiar la posibilidad de establecer un faro en los Islotes Evangelistas. Pese a exponer la dificultad por lo inabordable de los islotes y la compleja situación climática que presentaba la lluvia y el viento constante, el informe fue favorable.
Debido al mal clima, este trabajo demoró cinco años en llegar a su término. Este faro se construyó luego del incremento del tráfico marítimo internacional en el sector. El 20 de agosto de 1896, se instaló la linterna del faro y el 18 de septiembre del mismo año, cuando dejó su cargo el presidente Jorge Montt, artífice de la contratación del ingeniero escocés, se encendió su luz por primera vez.
A su llegada vía el estrecho de Magallanes, Slight escribió en su diario:

Nunca imaginé ver algo tan agreste, salvaje y desolado como esas rocas oscuras emergiendo en medio de las embravecidas olas. Ver esos peñones borrascosos era sobrecogedor. Con una tenue claridad en el horizonte se podían ver grandes olas rompiendo fuertemente en la parte Oeste de los islotes: una visión que difícilmente alguien pueda imaginar.

### Red de faros
Luego de este hito, se trasladó a Valparaíso, donde fue nombrado jefe del Servicio de Faros y Balizas de Chile. En su trabajo destacan:
- Faro Punta Delgada 15 de julio de 1898;
- Faro Punta Dungeness, el 20 de febrero de 1899;
- Faro Cabo Posesión, el 1 de agosto de 1900;
- Faro Isla Magdalena, el 15 de abril de 1902;
- Faro Cabo San Isidro, el 15 de julio de 1904;
- Faro Isla Guafo, en 1907;
- Faro Bahía Félix, en 1907;
- Faro Raper el 18 de enero de 1914.

En 1916, se retiró del servicio naval, pese a que siguió prestando colaboración a la Dirección de Territorio Marítimo.

## Homenaje
En las dependencias del primer faro construido en Chile, el Punta Ángeles, el 5 de diciembre de 1996 se habilitó la sala de exhibición histórica de faros bautizada en honor al ingeniero escocés y su aporte al desarrollo de los faros.
De igual modo, la Armada de Chile denominó el buque de rescate, salvataje y mantenimiento de faros George Slight BRS-63 en su honor.